# Epipedobates anthonyi
Epipedobates anthonyi är en groddjursart som först beskrevs av Noble 1921.  Epipedobates anthonyi ingår i släktet Epipedobates och familjen pilgiftsgrodor. IUCN kategoriserar arten globalt som nära hotad. Inga underarter finns listade i Catalogue of Life. Det svenska trivialnamnet Anthonys pilgiftsgroda förekommer för arten.